# Asociación Andaluza de Filosofía
La Asociación Andaluza de Filosofía (AAFi) es una asociación cultural sin ánimo de lucro que tiene como objetivos el fomento de la dimensión pública de la Filosofía en la sociedad, la defensa de la profesión filosófica en los campos de la enseñanza y la investigación y la promoción del perfeccionamiento del profesorado de Filosofía en Andalucía. 

## Objetivos
Desde septiembre de 2014 tiene su sede en el IES Vistazul de Dos Hermanas (Sevilla) , anteriormente su sede estaba en la ciudad de Jaén.
Además de la organización de debates filosóficos, jornadas de formación del profesorado y seminarios, la AAFi publica la revista Alfa y la revista electrónica El Búho, así como otras publicaciones de material didáctico y trabajos de investigación, y organiza un  congreso bienal de Filosofía.